# Perušić Donji
Perušić Donji falu Horvátországban Zára megyében. Közigazgatásilag Benkovachoz tartozik.

## Fekvése
Zárától légvonalban 36, közúton 50 km-re délkeletre, községközpontjától 4 km-re délkeletre Dalmácia északi részén, Ravni kotar területén fekszik. Az egykori Perušić két részre, Gornji és Donji Perušićra oszlik. Gornji Perušić a mai Perušić Benkovački a Benkovac felé vezető aszfaltos út két oldalán található, míg Perušić Donji tőle délkeletre Kolarina felé található.

## Története
Perušić a település feletti domináns magaslaton épített várról, az pedig egykori birtokosáról a Perušić nemzetségről kapta a nevét. A neves horvát történész Vjekoslav Klaić szerint a várat valószínűleg Fráter György sógorának Perusics Gáspárnak az őse építtette a 14. vagy a 15. században amikor ez a térség a Magyar Királyság és a Velencei Köztársaság határvidéke volt. A török terjeszkedés idején a végvári rendszer része volt. A vár 1527-ben a mohácsi csata után került török kézre és 1683-ig megszállás alatt volt. A török kiűzése után előbb szerbek költöztek be, majd nem sokkal ezután a bruškai Zrilić családnak engedték át. A második világháború idején az usztasák egyik fő támaszpontja volt ezért a háború végén bosszúból a partizánok földig rombolták. Perušić falu már a középkorban is létezett. Szent György tiszteletére szentelt régi templomát a 12. vagy a 13. században építették. Ez a templom még ma is áll a plébániaház mellett. Perušić plébániáját és Szűz Mária tiszteletére szentelt templomát 1449-ben említik először. A kis középkori plébániából a 16. – 17. századra e vidék egyik legjelentősebb plébániája lett, amelyhez több mint harminc falu tartozott. A templom átvészelte a török uralmat is, utána a visszatérő lakosság megújította. A török kiűzése után a falu 1797-ig a Velencei Köztársaság része volt. Miután a francia seregek felszámolták a Velencei Köztársaságot és a campo formiói béke értelmében osztrák csapatok szállták meg. 1806-ban a pozsonyi béke alapján az Első Francia Császárság Illír Tartományának része lett. 1815-ben a bécsi kongresszus újra Ausztriának adta, amely a Dalmát Királyság részeként Zárából igazgatta 1918-ig. A településnek 1857-ben 167, 1910-ben 454 lakosa volt. Az első világháború után előbb a Szerb-Horvát-Szlovén Királyság, majd Jugoszlávia része lett. A második világháború idején 1941-ben a szomszédos településekkel együtt Olaszország fennhatósága alá került. Az 1943. szeptemberi olasz kapituláció után visszatért Horvátországhoz, majd újra Jugoszlávia része lett. 1991-ben Perušić lakosságának 73 százaléka horvát, 27 százaléka szerb nemzetiségű volt. 1991 folyamán szerb lakói csatlakoztak a Krajinai Szerb Köztársasághoz és a település szerb igazgatás alá került. Plébániatemplomát, amely még a török időket is átvészelte a szerbek földig rombolták. 1995 augusztusában a Vihar hadművelet során foglalta vissza a horvát hadsereg. Szerb lakói elmenekültek és azóta is csak nagyon kevesen tértek vissza. Perušić Donji lakosságát csak 2011-től számlálják önállóan, amikor 123 lakosa volt, akik főként mezőgazdasággal és állattartással foglalkoztak.

## Lakosság
| Lakosság változása | Lakosság változása | Lakosság változása | Lakosság változása | Lakosság változása | Lakosság változása | Lakosság változása | Lakosság változása | Lakosság változása | Lakosság változása | Lakosság változása | Lakosság változása | Lakosság változása | Lakosság változása | Lakosság változása | Lakosság változása |
| ------------------ | ------------------ | ------------------ | ------------------ | ------------------ | ------------------ | ------------------ | ------------------ | ------------------ | ------------------ | ------------------ | ------------------ | ------------------ | ------------------ | ------------------ | ------------------ |
| 1857               | 1869               | 1880               | 1890               | 1900               | 1910               | 1921               | 1931               | 1948               | 1953               | 1961               | 1971               | 1981               | 1991               | 2001               | 2011               |
| 0                  | 0                  | 0                  | 0                  | 0                  | 0                  | 0                  | 0                  | 0                  | 0                  | 0                  | 0                  | 0                  | 0                  | 0                  | 123                |